# Réserve provinciale Laguna Brava
La réserve provinciale Laguna Brava est une réserve naturelle d'Argentine, située dans la cordillère des Andes, dans la partie occidentale de la province de La Rioja. Ce site est protégé par la convention de Ramsar depuis le 2 février 2003.

## Description
Sa superficie est de 405 000 hectares.
Ses coordonnées géographiques sont 28° 24' Sud et 69° 05' Ouest.
Le territoire de la réserve est compris entre 2 500et 4 500 mètres d'altitude. Il comporte plusieurs lagunes salines ou hypersalines, dont la principale est la Laguna Brava.
Au-delà de 3 000 mètres on trouve des vegas, sortes de vallées humides caractéristiques du milieu des hautes Andes.

## La Laguna Brava
La Laguna Brava a une forme allongée nord-sud. Sa longueur est de plus ou moins 20 kilomètres et sa largeur oscille entre 1,5 et 3 kilomètres. Son altitude est de 4 210 mètres. Depuis la lagune on a des vues sur les volcans Cerro Bonete Chico et Veladero.

## Faune protégée
Grâce à l'humidité des lagunes, la réserve a une biodiversité variée et héberge en été d'abondantes populations d'oiseaux aquatiques endémiques. Il y a avant tout des flamants de James et des flamants des Andes (deux espèces menacées de phoenicopterus), on y trouve aussi des sarcelles de la Puna (Anas puna), des foulques ou gallaretas (du genre Fulica) et bien d'autres oiseaux.
Le site offre aussi une protection pour les camélidés sauvages, et parmi eux la vigogne 
(vicugna vicugna) et le guanaco (lama guanicoe).

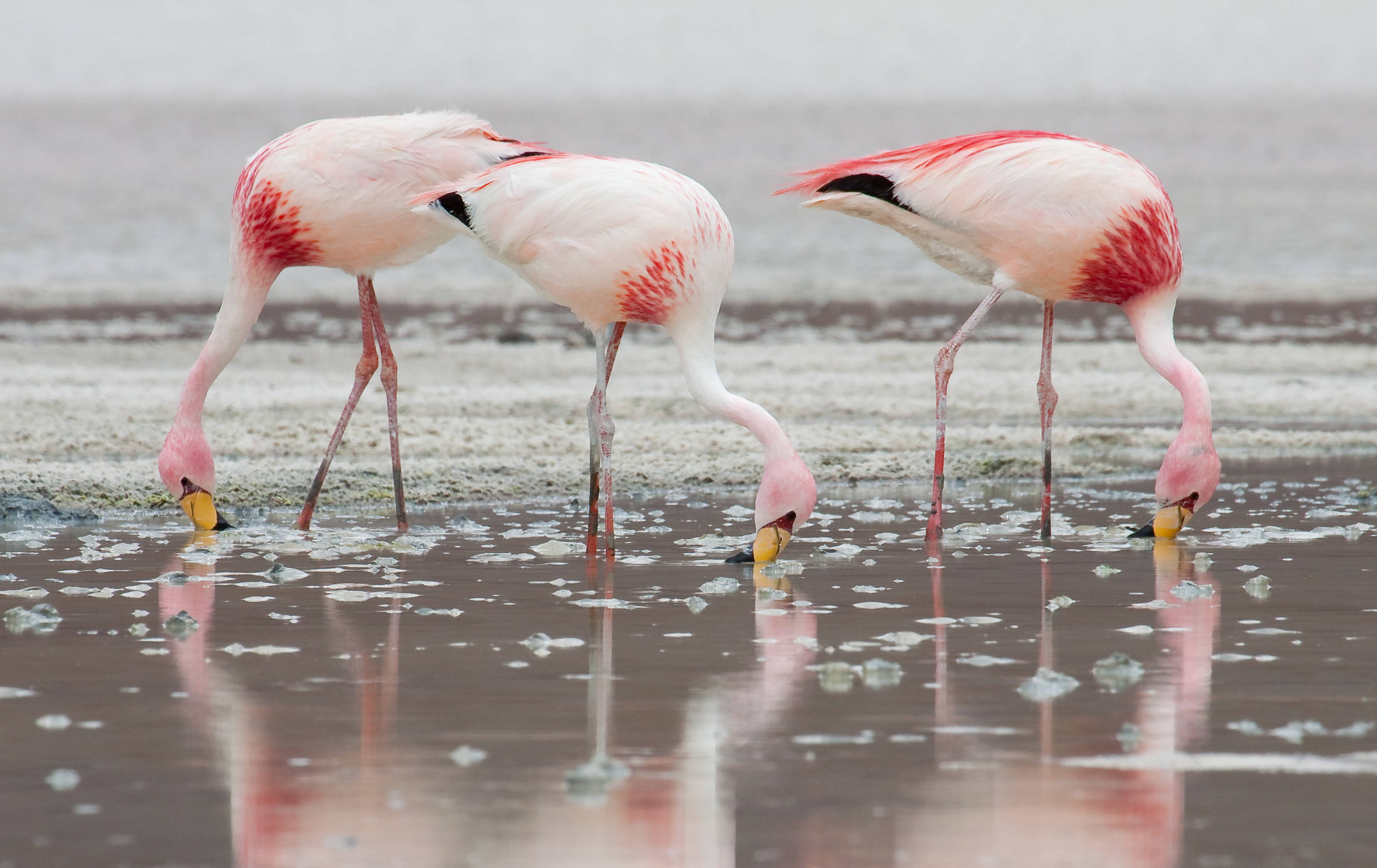
Un groupe de Flamants de James (Phoenicoparrus jamesi)
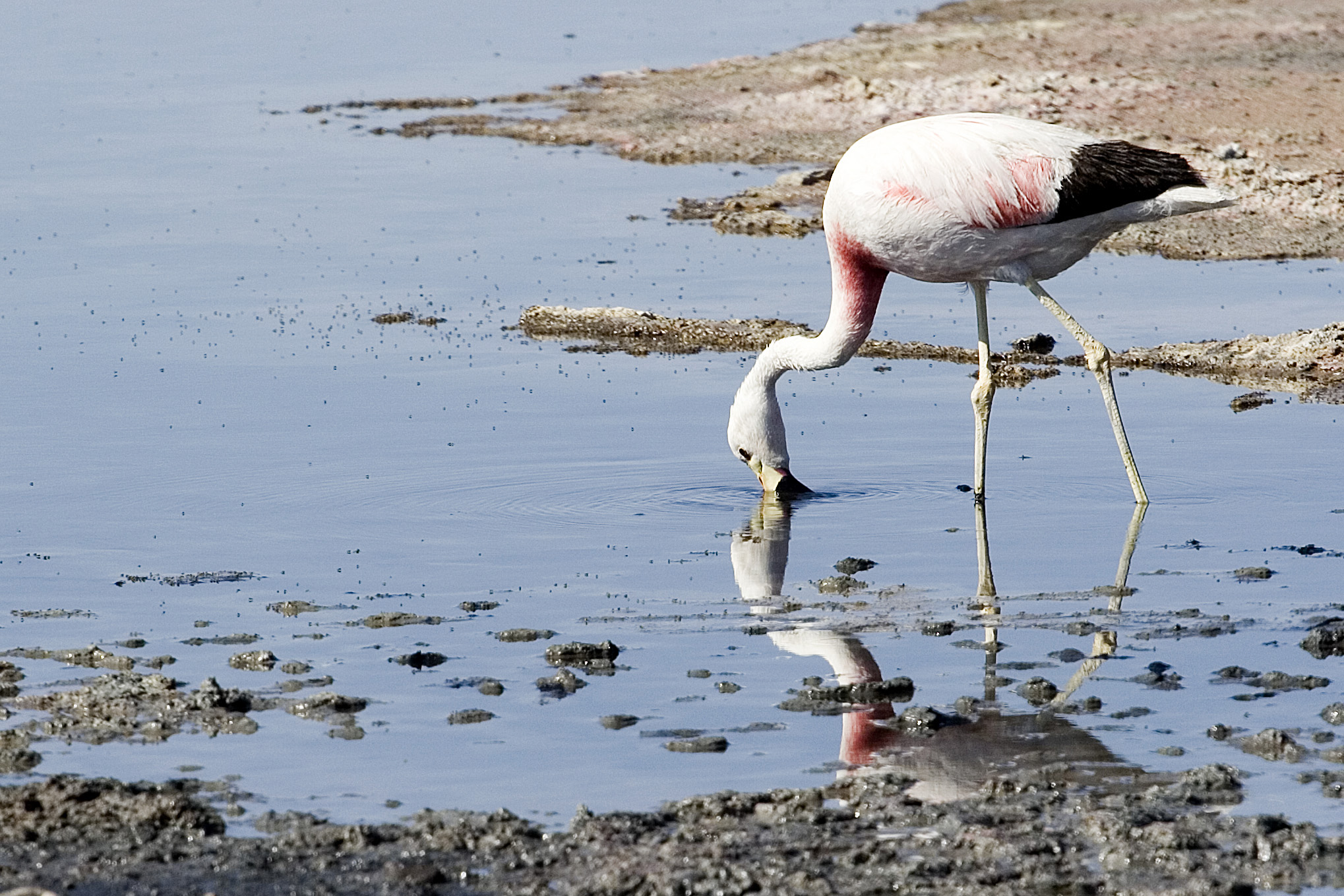
Flamant des Andes

## Voie d'accès
Actuellement, en 2006, la route nationale 76 est en voie d'achèvement. Il s'agit d'une route internationale qui relie l'est de la province et de l'Argentine avec le col andin du Paso de Pircas Negras (4 165 mètres d'altitude), à la frontière chilienne.

## Menaces sur le site
La route nationale 76 avec un trafic croissant peut à terme constituer une menace écologique par l'émanation excessive des gaz des véhicules. Elle traverse le site de part en part et longe toute la rive orientale de la Laguna Brava, pour la contourner par le nord. Un autre danger est la prospection possible de gisements miniers. On a ainsi accepté que soit exploité un gisement de chlorure de sodium, sans mesurer l'effet de cette activité sur le milieu. Particulièrement redoutable serait l'exploitation de gisements aurifères, qui utilise des quantités importantes de mercure.
La réserve a été déclarée Site Ramsar en février 2003 et porte le numéro 1238.